# Tsarisberge
Die Tsarisberge sind ein Gebirgszug im zentralen Süden Namibias in der Region Hardap. Die Tsarisberge sind etwa 100 Kilometer lang und bis zu 25 Kilometer breit. Durch das Gebirge führt die Hauptstraße C19. Östlich liegt das Dorf Maltahöhe.
Die Überquerung des Gebirgszuges ist vor allem über den Tsaris-Pass möglich. Westlich der Berge liegt das Privatschutzgebiet NamibRand.